# Kirjalax saga
Kirjalax saga es una de las sagas caballerescas escrita en nórdico antiguo y fechada hacia el siglo XIV. Sobrevive en tres manuscritos fragmentarios del siglo XV. La trama trata sobre tres generaciones de una familia, centrándose principalmente en su héroe epónimo. El contenido es repetitivo y sin suspense. El estilo de la composición contiene una tediosa abundancia de cadenas de aliteraciones. El argumento principal parece ser una serie de tres premios en la figura de la novia, siempre por la fuerza. La saga contiene una gran cantidad de sabiduría adquirida, principalmente de origen foráneo pero tomado de fuentes nórdicas. A diferencia de otras sagas similares, es la única que en su contenido no hubo una conversión en rímur.